# 斯奎爾湖 (緬因州)
斯奎爾湖（英語：Square Lake）是位於美國緬因州阿魯斯圖克縣的一個未組織地區。

## 地方資料
斯奎爾湖的面積為1073.30平方千米，當中陸地面積為991.50平方千米，而水域面積為81.80平方千米。根據2010年美國人口普查的數據，當地共有人口706人，而人口密度為每平方千米0.66人。